# Miliakdjuin Island
Miliakdjuin Island – niezamieszkana wyspa w zatoce Cumberland, w regionie Qikiqtaaluk, na terytorium Nunavut, w Kanadzie. 
W pobliżu Miliakdjuin Island położone są wyspy: Kekerten Island, Akulagok Island, Tuapait Island, Kekertukdjuak Island, Wareham Island i Tesseralik Island.